# Ольшанка (Новгородская область)
Ольшанка — деревня в Марёвском муниципальном районе Новгородской области, входит в состав Марёвского сельского поселения.
Деревня расположена на Валдайской возвышенности, к югу от правого берега реки Белка (приток Полы), в 9,8 км юго-восточнее административного центра Марёвского сельского поселения — села Марёво.

## История
В Демянском уезде Новгородской губернии в 1909 году деревня Ольшенка, что была на земле Липинского сельского общества, находилась на территории Моисеевской волости, число жителей тогда было — 128, дворов — 16, в деревне была часовня. Население деревни Ольшинка по переписи населения 1926 года — 150 человек. Затем, с августа 1927 года, деревня Ольшинка в составе Липьевского сельсовета новообразованного Молвотицкого района новообразованного Новгородского округа в составе переименованной из Северо-Западной в Ленинградскую области. По постановлению ЦИК и СНК СССР от 23 июля 1930 года Новгородский округ был упразднён, а район перешёл в прямое подчинение Леноблисполкому. Германская оккупация — в первой половине Великой Отечественной войны. Указом Президиума Верховного Совета СССР от 5 июля 1944 года была образована Новгородская область и Молвотицкий район вошёл в её состав.
Во время неудавшейся всесоюзной реформы по делению на сельские и промышленные районы и парторганизации, в соответствии с решениями ноябрьского (1962 года) пленума ЦК КПСС «о перестройке партийного руководства народным хозяйством» с 10 декабря 1962 года был образован крупный Демянский сельский район, а административный Молвотицкий район 1 февраля 1963 года был упразднён. Липьевский сельсовет тогда вошёл в состав Демянского сельского района. Пленум ЦК КПСС, состоявшийся 16 ноября 1964 года восстановил прежний принцип партийного руководства народным хозяйством, после чего Указом Верховного Совета РСФСР от 12 января 1965 года сельские районы были преобразованы вновь в административные районы и решением Новгородского облисполкома № 6 от 14 января 1965 года Липьевский сельсовет и деревня в Демянском районе. В соответствие решению Новгородского облисполкома № 706 от 31 декабря 1966 года Липьевский сельсовет и деревня из Демянского района были переданы во вновь созданный Марёвский район.
После прекращения деятельности Липьевского сельского Совета в начале 1990-х стала действовать Администрация Липьевского сельсовета, которая была упразднена в начале 2006 года и деревня Ольшанка, по результатам муниципальной реформы входила в состав муниципального образования — Липьевское сельское поселение Марёвского муниципального района (местное самоуправление), по административно-территориальному устройству была подчинена администрации Липьевского сельского поселения Марёвского района. С 12 апреля 2010 года после упразднения Липьевского сельского поселения Ольшанка в составе Марёвского сельского поселения.

## Население
| 2010 |
| ---- |
| 0    |

### Национальный состав
По переписи населения 2002 года, в деревне Ольшанка проживали 3 человека (все русские)

## Инфраструктура
В деревне одна улица — Расцветная.

## Люди, связанные с деревней
- Петров, Григорий Петрович (1907—1940) — участник советско-финской войны, Герой Советского Союза, уроженец деревни.